# GR-9 (sendero)

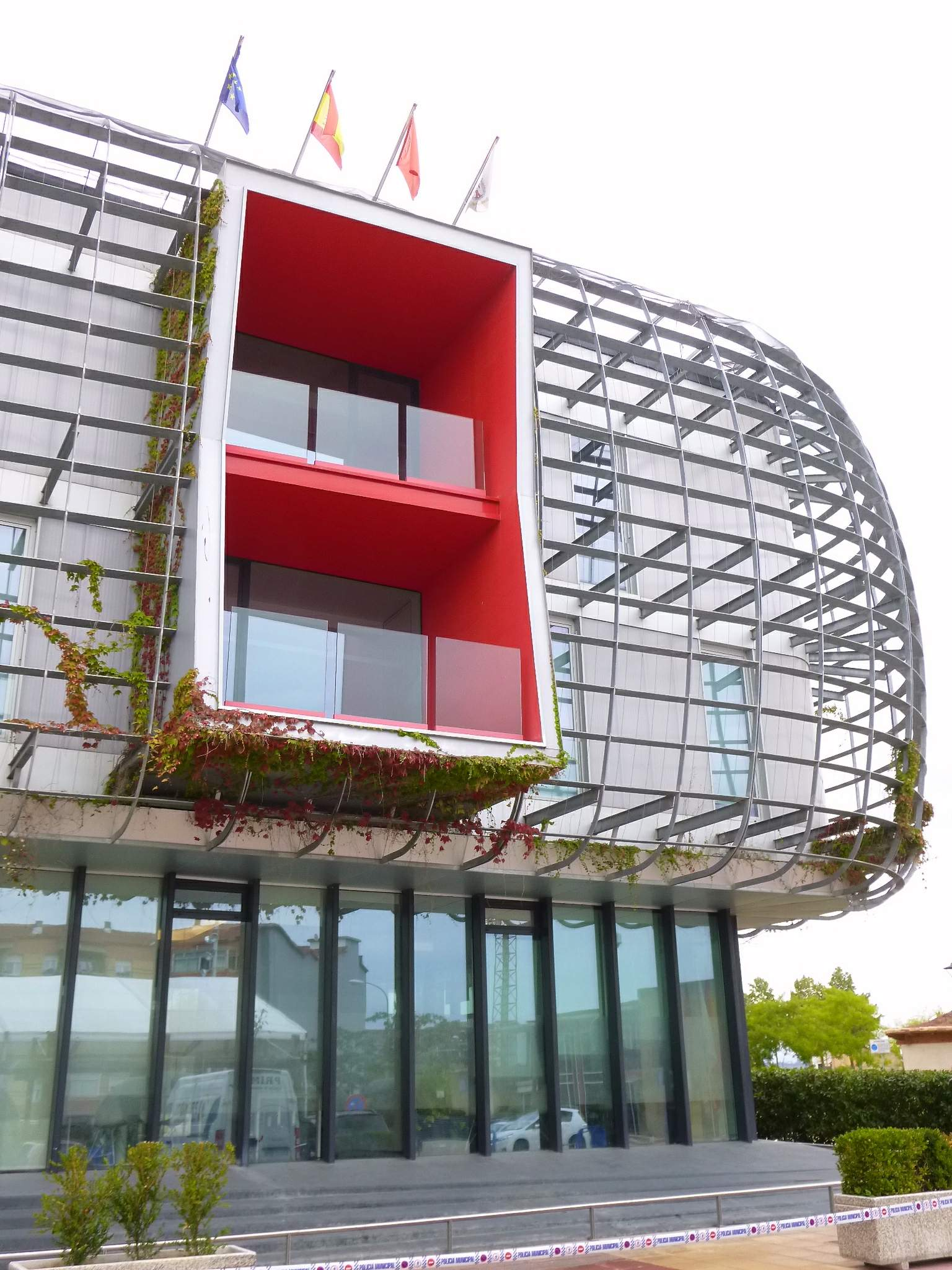
Ayuntamiento de Noáin, donde se inicia el GR-9, Sendero de la Cañada Real de las Provincias, por Navarra

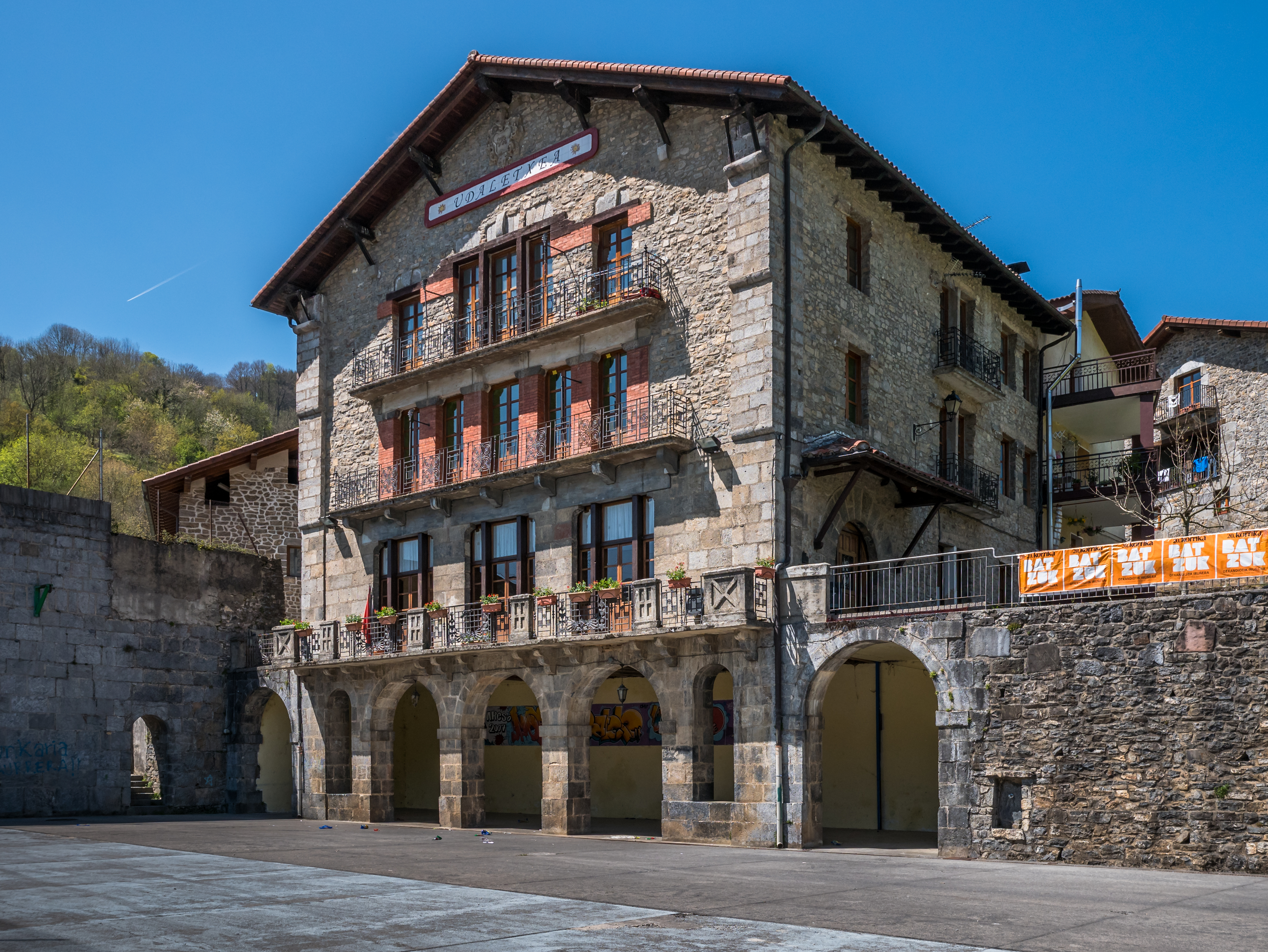
Ayuntamiento de Areso, donde termina la ruta.

Gr-9 o Sendero de la Cañada Real de las Provincias o de los Toros, es un sendero de gran recorrido que transcurre a lo largo de 66 km por el interior de la comunidad foral de Navarra, en España.
Se compone de cuatro etapas que recorren paisajes de transición, desde los campos de cereales a los hayedos atlánticos de las montañas navarras, pasando la divisoria de aguas en los altos de Utizi.
Hay otro GR-9 en Francia, entre Saint-Amour, en el departamento del Jura, y Port Grimaud, entre Grimaud y Saint Tropez, en la Costa Azul.
GR9 es también el apelativo de un avión de combate, el British Aerospace Harrier II.

## Recorrido
- Etapa 1. Noáin-Añézcar, 19,45 km. Desnivel de 61 m, prácticamente llano y por pista en su mayor parte. Sale de Noáin, a 434 m, atraviesa Esquiroz, Pamplona, Barañáin, Orcoyen y Berriozar antes de acabar en Añezcar, a 457 m.[3]

- Etapa 2. Añézcar-Oscoz, 14,8 km. Desnivel de unos 340 m que sale de Añézcar, a 457 m, y atraviesa Arístregui, a 600 m, Osinaga, a 680 m, Osácar, la ermita de San Bartolomé de Gorostieta,[4] a 800 m de altitud, Músquiz, a 610 m, y Oscoz, a 580 m.[5]

- Etapa 3. Oscoz-Aldaz, 10,25 km. Desnivel de 160 m que recorre los valles de Imoz, Basaburua y Larráun, sin desniveles apreciables. Pasa por la localidad de Etxaleku y termina en Aldaz.[6]

- Etapa 4. Aldaz-Areso, 22 km. Desnivel de 462 m que sale de Aldaz, a 650 m, baja a 700 m, sube a 860 m y pasa por el alto de Huici, a 800 m, con un entorno de hayedos, el área de descanso de Pagozelai, junto a la autovía de Navarra, que separa la provincia de Guipúzcoa de Navarra y donde se junta con el GR-121, que da la vuelta a Guipúzcoa, y termina en Areso a 604 m, por bosques de pinos y alerces.[7]